# Maria Anna Francesca del Portogallo
Maria Anna Francesca del Portogallo (nome completo in portoghese Maria Ana Francisca Josefa; Lisbona, 7 ottobre 1736 – Rio de Janeiro, 16 maggio 1813) è stata un'infanta portoghese.
Era figlia del re del Portogallo Giuseppe I e della regina Marianna Vittoria di Borbone-Spagna.

## Biografia
Seconda delle quattro figlie femmine dei sovrani del Portogallo,  nacque a Lisbona il 7 ottobre 1736. Fu considerata la potenziale sposa del Delfino di Francia, ma la di lei madre si rifiutò di acconsentire a questo matrimonio. Ella fuggì dal Portogallo quando Napoleone Bonaparte ne ordinò l'invasione. Trasferitasi così in Brasile, vi rimase fino alla morte, che avvenne a Rio de Janeiro  il 16 maggio 1813. La sua salma fu traslata nel Pantheon del Casato di Braganza a Lisbona.

## Ascendenza
|                                     |                        |                                    | Genitori                            |  |  | Nonni |  |  | Bisnonni                 |  |  | Trisnonni                  |  |
|                                     |                        |                                    |                                     |  |  |       |  |  | Pietro II del Portogallo |  |  | Giovanni IV del Portogallo |  |
|                                     |                        |                                    |                                     |  |  |       |  |  | Pietro II del Portogallo |  |  | Giovanni IV del Portogallo |  |
|                                     |                        | Luisa di Guzmán                    |                                     |  |  |       |  |  | Pietro II del Portogallo |  |  |                            |  |
| Giovanni V del Portogallo           |                        |                                    |                                     |  |  |       |  |  | Pietro II del Portogallo |  |  |                            |  |
|                                     |                        | Maria Sofia del Palatinato-Neuburg | Filippo Guglielmo del Palatinato    |  |  |       |  |  |                          |  |  |                            |  |
|                                     |                        | Maria Sofia del Palatinato-Neuburg | Filippo Guglielmo del Palatinato    |  |  |       |  |  |                          |  |  |                            |  |
|                                     |                        | Maria Sofia del Palatinato-Neuburg | Elisabetta Amalia d'Assia-Darmstadt |  |  |       |  |  |                          |  |  |                            |  |
| Giuseppe I del Portogallo           |                        | Maria Sofia del Palatinato-Neuburg |                                     |  |  |       |  |  |                          |  |  |                            |  |
|                                     |                        | Leopoldo I d'Asburgo               | Ferdinando III d'Asburgo            |  |  |       |  |  |                          |  |  |                            |  |
|                                     |                        | Leopoldo I d'Asburgo               | Ferdinando III d'Asburgo            |  |  |       |  |  |                          |  |  |                            |  |
|                                     |                        | Leopoldo I d'Asburgo               | Maria Anna d'Asburgo                |  |  |       |  |  |                          |  |  |                            |  |
| Maria Anna d'Asburgo                |                        | Leopoldo I d'Asburgo               |                                     |  |  |       |  |  |                          |  |  |                            |  |
|                                     |                        | Eleonora del Palatinato-Neuburg    | Filippo Guglielmo del Palatinato    |  |  |       |  |  |                          |  |  |                            |  |
|                                     |                        | Eleonora del Palatinato-Neuburg    | Filippo Guglielmo del Palatinato    |  |  |       |  |  |                          |  |  |                            |  |
|                                     |                        | Eleonora del Palatinato-Neuburg    | Elisabetta Amalia d'Assia-Darmstadt |  |  |       |  |  |                          |  |  |                            |  |
| Maria Anna Francesca del Portogallo |                        | Eleonora del Palatinato-Neuburg    |                                     |  |  |       |  |  |                          |  |  |                            |  |
|                                     | Luigi, il Gran Delfino | Luigi XIV di Francia               |                                     |  |  |       |  |  |                          |  |  |                            |  |
|                                     | Luigi, il Gran Delfino | Luigi XIV di Francia               |                                     |  |  |       |  |  |                          |  |  |                            |  |
|                                     | Luigi, il Gran Delfino | Maria Teresa d'Asburgo             |                                     |  |  |       |  |  |                          |  |  |                            |  |
| Filippo V di Spagna                 | Luigi, il Gran Delfino |                                    |                                     |  |  |       |  |  |                          |  |  |                            |  |
|                                     |                        | Maria Anna Vittoria di Baviera     | Ferdinando Maria di Baviera         |  |  |       |  |  |                          |  |  |                            |  |
|                                     |                        | Maria Anna Vittoria di Baviera     | Ferdinando Maria di Baviera         |  |  |       |  |  |                          |  |  |                            |  |
|                                     |                        | Maria Anna Vittoria di Baviera     | Enrichetta Adelaide di Savoia       |  |  |       |  |  |                          |  |  |                            |  |
| Marianna Vittoria di Borbone-Spagna |                        | Maria Anna Vittoria di Baviera     |                                     |  |  |       |  |  |                          |  |  |                            |  |
|                                     |                        | Odoardo II Farnese                 | Ranuccio II Farnese                 |  |  |       |  |  |                          |  |  |                            |  |
|                                     |                        | Odoardo II Farnese                 | Ranuccio II Farnese                 |  |  |       |  |  |                          |  |  |                            |  |
|                                     |                        | Odoardo II Farnese                 | Isabella d'Este                     |  |  |       |  |  |                          |  |  |                            |  |
| Elisabetta Farnese                  |                        | Odoardo II Farnese                 |                                     |  |  |       |  |  |                          |  |  |                            |  |
|                                     |                        | Dorotea Sofia di Neuburg           | Filippo Guglielmo del Palatinato    |  |  |       |  |  |                          |  |  |                            |  |
|                                     |                        | Dorotea Sofia di Neuburg           | Filippo Guglielmo del Palatinato    |  |  |       |  |  |                          |  |  |                            |  |
|                                     |                        | Dorotea Sofia di Neuburg           | Elisabetta Amalia d'Assia-Darmstadt |  |  |       |  |  |                          |  |  |                            |  |
|                                     |                        | Dorotea Sofia di Neuburg           |                                     |  |  |       |  |  |                          |  |  |                            |  |